# Atentado a militares de París de 2017
El Atentado a militares de París de 2017 fue un acto considerado como tentativa de homicidio con relación al terrorismo por la sección antiterrorista de la Fiscalía de París. El atentado ocurrió el 9 de agosto de 2017 alrededor de las 08:00 h en una autopista del suburbio parisino de Levallois-Perret cuando un auto embistió a un grupo de militares que se encontraban realizando la Operación Centinela.
Con respecto al conductor del automóvil, no se dio a conocer su identidad por parte de la policía pero varios medios locales lo identificaron como Hammou B. de 37 años de edad y proveniente de Argelia.

## Desarrollo del atentado
El 9 de agosto de 2017, a las 8:00 a. m.. aproximadamente, un grupo de alrededor seis soldados salieron de la estación para militares del 35 Regimiento de Infantería localizada a las afueras de la capital francesa. Los militares no sospecharon del auto que estaba posicionado frente a la estación y este empezó a avanzar lentamente y cuando estaba a unos 5 metros de ellos, aceleró y embistió a los soldados.
En total, seis soldados quedaron heridos en el incidente, dos de los cuales tuvieron que ser llevados al Hospital por heridas consideradas como de gravedad.

## Consecuencias
Después de conocerse la noticia, se desplegaron rápidamente alrededor de 300 agentes en busca del auto BMW negro que embistió a los militares y al atacante lo que ocasionó el cierre temporal al tráfico en la autopista donde sucedieron los hechos.
Horas más tardes el sospechoso fue arrestado a bordo del auto. Este, antes de ser arrestado, intentó huir por lo que la policía accionó disparando contra el atacante en al menos cinco ocasiones lo que provocó que fuese llevado al hospital donde se reportó grave. También en el hecho un agente resultó herido a causa de una bala perdida.

## Reacciones
El Presidente de Francia, Emmanuel Macron se pronunció hasta el final de la jornada felicitando a las fuerzas de orden por la rápida actuación y envió su apoyo a los militares heridos.

## Antecedentes
La Operación Centinela es una operación policiaca de Francia en la que el objetivo es prevenir actos terroristas sobre suelo francés. Fue en esta operación cuando los militares fueron atacados. Se empezó a aplicar a raíz de los diferentes atentados terroristas que ah habido en Francia (Atentados de París de noviembre de 2015, Atentado de Niza de 2016, etc.).
El atentado sucedió a pocos días de que un hombre intentara apuñalar a militares y civiles en la base de la Torre Eiffel, donde este suceso se le reconoció como un atentado terrorista frustrado.